# Fear Is on Our Side
Fear Is on Our Side è il primo album in studio del gruppo musicale statunitense I Love You but I've Chosen Darkness, pubblicato il 7 marzo 2006 dalla Secretly Canadian.

## Tracce
Testi e musiche degli I Love You but I've Chosen Darkness.
1. The Ghost – 4:50
2. According to Plan – 4:37
3. Lights – 4:08
4. The Owl – 2:30
5. Today – 2:03
6. We Choose Faces – 6:09
7. Last Ride Together – 4:30
8. At Last Is All – 5:35
9. Long Walk – 4:22
10. Fear Is on Our Side – 4:05
11. Untitled – 2:06
12. If It Was Me – 6:38

## Formazione
Gruppo
- Christian Goyer – voce, chitarra
- Edward Robert – basso
- Ernest Salaz – chitarra
- Timothy White – batteria, percussioni
- Daniel Del Favero – chitarra

Produzione
- Paul Barker – produzione, registrazione, missaggio
- ILYBICD – registrazione, missaggio
- John Golden – mastering